# Jean-Nicolas-Elisabeth Berchtold
Jean-Nicolas-Elisabeth Berchtold, né à Fribourg le 5 décembre 1789 et mort dans la même ville le 27 septembre 1860, est une personnalité politique suisse membre du Parti radical. 

## Source
- Georges Andrey, John Clerc, Jean-Pierre Dorand et Nicolas Gex, Le Conseil d’État fribourgeois : 1848-2011 : son histoire, son organisation, ses membres, Fribourg, Éditions de la Sarine, 2012,  (ISBN 978-2-88355-153-4)